# 261 Primno
Primno (asteroide 261) é um asteroide da cintura principal com um diâmetro de 50,93 quilómetros, a 2,12059595 UA. Possui uma excentricidade de 0,09032709 e um período orbital de 1 300,04 dias (3,56 anos).
Primno tem uma velocidade orbital média de 19,50771542 km/s e uma inclinação de 3,63607045º.
Este asteroide foi descoberto em 31 de outubro de 1886 por Christian Peters.